# Simon Kayserling
Simon Kayserling (auch: Simon Abraham Kayserling; geboren 31. August 1834 in Hannover; gestorben 22. April 1898 ebenda) war ein deutscher Pädagoge und Übersetzer.

## Leben
Simon Abraham Kayserling wurde in der seinerzeitigen Residenzstadt des Königreichs Hannover in eine jüdische Familie hineingeboren. Er war ein Sohn des Kaufmannes Abraham Jakob Kayserling und der Ester oder Emma (gestorben 1856). Sein Bruder war der Historiker und Rabbiner Meyer Kayserling, seine Schwägerin eine Tochter des Rabbiners und Herausgebers der Allgemeinen Zeitung des Judentums, Ludwig Philippson (1811–1889).
Simon Kayserling besuchte die Talmud-Schule in Würzburg sowie die Universität zu Berlin. Ab 1861 ging er einer Anstellung nach als Hauptlehrer und Inspektor der hannoverschen Meyer-Michael-David'schen Freischule. Zudem unterrichtete er mehrere Jahre am Jüdischen Lehrer-Seminar zu Hannover.

## Übersetzungen
Kayserling übersetzte die von Joachim Lelewel korrigierte französische Version von Josef Israel Benjamins Yewen Meẓulah (Hannover, 1863), einen Bericht über den polnisch-kosakischen Krieg und die Leiden der Juden in Polen in der Zeit von 1648 bis 1653. Ebenso übersetzte er Frederick David Mocattas Die Juden von Spanien und Portugal und die Inquisition (Spanien, 1878).